# Sportsnet
Sportsnet es un multimedio de deportes de Canadá que posee cadenas de televisión por suscripción para abonados, emisoras de radio y una revista en Canadá. Actualmente es propiedad del conglomerado Rogers Communications.
Sportsnet transmite eventos de National Hockey League, Canadian Interuniversity Sport, Major League Baseball, National Basketball Association, Major League Soccer, Premier League, los Juegos Olímpicos y los Juegos Panamericanos. Además posee los derechos exclusivos de la UEFA Champions League y el ATP World Tour Masters 1000. Buena parte de sus contenidos son compartidos con el canal francófono TVA para su emisión a través del mismo en francés.

## Historia
En 1998 se lanzó el canal de televisión CTV Sportsnet, producto de una asociación entre CTV, Rogers, Molson y Fox. En el año 2000, CTV vendió sus acciones a Rogers y el canal paso a llamarse Rogers Sportsnet.
El canal Sportsnet consiste en realidad en cuatro señales regionales, que se corresponden con las regiones de sus equipos de la National Hockey League. El canal pasó a ofrecerse en alta definición en 2003.
En 2010 se lanzó un segundo canal de televisión, Sportsnet One. En 2011, las radios deportivas The Fan de Toronto y Calgary pasaron a llamarse Sportsnet Radio Fan. Ese mismo año, el canal de televisión Setanta Sports Canada pasó a llamarse Sportsnet World. Asimismo, se lanzó la revista deportiva quincenal Sportsnet Magazine. En 2013, el canal The Score pasó a llamarse Sportsnet 360.

## Programación
Sportsnet ha tenido los derechos de transmisión nacional de la National Hockey League desde 1998 hasta 2002, y luego a partir de 2014. A partir de 2002, también posee los derechos regionales de cuatro equipos canadienses: Toronto Maple Leafs, Vancouver Canucks, Calgary Flames y Edmonton Oilers, mientras que transmitió los Montreal Canadiens desde 2014 hasta 2017. También posee los derechos de la Canadian Hockey League.
Sportsnet emite todos los partidos de los Toronto Blue Jays de la Major League Baseball; dicho equipo es propiedad de Rogers. También transmite los partidos nocturnos de los sábados de Fox y los partidos de postemporada entre otros.
Sportsnet transmitió partidos de la National Football League en las temporadas 2005 a 2016, entre ellos los de los domingos a la media tarde y los jueves de noche. También emite algunos partidos de los Toronto Raptors de la NBA.
En cuanto a fútbol, el canal emite partidos de la Premier League de Inglaterra, la Bundesliga de Alemania, la UEFA Champions League, la CONCACAF Champions League, el Toronto FC de la Major League Soccer y el Campeonato Canadiense de Fútbol.
Desde 2011, Sportsnet transmite los torneos de tenis de ATP World Tour Masters 1000 y ATP World Tour 500, incluyendo el Masters de Canadá.
Sportsnet transmite la IndyCar Series desde 2013, así como la Copa Vanier de fútbol canadiense y otras competiciones de Canadian Interuniversity Sport.
El canal también ha transmitido los Juegos Olímpicos desde Vancouver 2010, siempre en asociación con canales de aire, así como los Juegos Panamericanos de 2015.
En cuanto a rugby, Sportsnet World transmite la Copa Europea de Rugby, la National Rugby League y la Super League. Anteriormente emitía el Rugby Championship, Torneo de las Seis Naciones, Super Rugby, Premiership Rugby, Top 14 de Francia, Pro12, ITM Cup y Currie Cup. Sportsnet World también transmite cricket, fútbol gaélico y hurling.
Sportsnet emite además campeonatos de baloncesto de la FIBA, la Copa Mundial de Esquí y el Grand Slam de Curling. Anteriormente emitió los combates de artes marciales mixtas UFC y The Ultimate Fighter desde 2007 hasta 2014.
Por otra parte, Sportsnet transmite espectáculos de lucha libre profesional tales como WWE Raw y WWE SmackDown, 
En tanto, la cadena de radio Sportsnet The Fan transmite partidos de los Toronto Maple Leafs, Toronto Blue Jays, Toronto Raptors, Toronto FC, Buffalo Bills y Calgary Flames entre otros.